# Повышение цен в СССР (1962)
Повышение цен в 1962 году произошло во исполнение постановления ЦК КПСС и Совета Министров СССР «О повышении закупочных (сдаточных) цен на крупный рогатый скот, свиней, овец, птиц, масло животное и сливки и розничных цен на мясо, мясные продукты и масло животное», опубликованного во всех центральных газетах СССР 1 июня 1962 года. Оно вызвало массовые протесты в крупных городах и промышленных центрах страны, самым трагическим из которых стал расстрел демонстрации в Новочеркасске 2 июня 1962 года, произведённый по личному указанию тогдашнего лидера страны Н. С. Хрущёва о жёстком подавлении «антисоветского бунта».

## Предыстория
В послевоенный период уже в декабре 1947 года была отменена карточная система в СССР, первой из европейских стран-победителей (в Великобритании карточки отменили в 1954 году). После этого началось выравнивание дотационных пайковых и коммерческих цен свободной торговли со снижением этих цен, производившимся ежегодно. В результате ещё до снижения цен в 1953 году цены на товары массового потребления упали более чем вдвое к уровню конца 1947 года. С одной стороны, это устранило базу для спекуляции, а с другой — создало материальные стимулы для производства через повышение заработной платы, уменьшение неравенства между работниками квалифицированного и неквалифицированного труда, базовых и вспомогательных отраслей народного хозяйства. Параллельно проводилась реформа оптовых закупочных цен и постепенная ликвидация дотаций в производстве отдельных видов товарной продукции.
В 1952 году в своей работе «Экономические проблемы в СССР» Сталин писал: товарное производство может обслуживать известный период наше социалистическое общество, не приводя к капитализму; «товарное производство и товарооборот являются у нас в настоящее время такой же необходимостью, какой они были, скажем, лет тридцать тому назад». Поэтому «при нашем социалистическом строе» закон стоимости «существует и действует». Это явно противоречило положению Ленина, что при социализме товар превращается в «продукт, идущий на общественное потребление не через рынок». Маркс в первом томе «Капитала» отмечал, что «товарная форма продукта труда, или форма стоимости товара, есть форма экономической клеточки буржуазного государства».
Решение о необходимости переработки Программы КПСС в связи с переходом к строительству коммунизма было принято в октябре 1952 года на XIX съезде ВКП(б). В постановлении съезда было записано о необходимости руководствоваться при переработке Программы основными положениями работы Сталина «Экономические проблемы социализма в СССР».
Несмотря на осуждение культа личности Сталина, в принятой в 1961 году на XXII съезде третьей Программе КПСС декларировалось: «В коммунистическом строительстве необходимо полностью использовать товарно-денежные отношения в соответствии с новым содержанием, присущим им в период социализма. Большую роль при этом играет применение таких инструментов развития экономии, как хозяйственный расчёт, деньги, цена, себестоимость, прибыль, торговля, кредит, финансы». Как следствие этого, в 1962 году, в связи с переводом системы хозяйствования на стоимостные показатели прибыли, произошёл рост цен.
В результате экономической политики Н. С. Хрущёва на селе (ликвидация личных подсобных хозяйств колхозников с резким сокращением поголовья скота, спадом производства молока и мяса в личных подсобных хозяйствах на 20 %, перевод 8420 хозяйств из статуса коллективных в статус государственных, освоение целины) производство продуктов питания отставало от потребностей растущего городского населения. C 1953 по 1959 год закупочные цены на крупный рогатый скот и свиней повышались 12 раз, однако это позволило лишь приблизить их к себестоимости. Уже в начале 1962 года в стране образовался дефицит хлеба, круп, растительного масла, мяса, молока и других основных продуктов питания. В ряде регионов страны были введены карточки на большинство видов продовольственных товаров. Чтобы сгладить дисбаланс потребительского рынка и повысить рентабельность аграрного производства, хрущёвское руководство страны вынуждено было пойти на повышение цен на продовольствие.
Примечательно, что по данным ООН, в капиталистическом мире в период с 1953 по 1961 год потребительские цены на продовольствие выросли на 26-50 % в 18 странах из 87, в 32 странах рост составил 11-25 %, в 19 странах он превысил 50 % и только в 18 странах был ниже +10 %. Общее производство продуктов питания в 1959/1960 году по сравнению со средневзвешенными показателями пятилетия с 1952/1953 по 1956/1957 годы выросло в Западной Европе на 20 %, в Южной Европе на 18 %, в СССР и Восточной Европе на 34 %, в США на 11 %, Канаде на 5 %. Производство продукции на душу населения в тот же период возросло в Западной Европе на 9 %, в Южной Европе на 18 %, в СССР и Восточной Европе на 24 %, в США на 1 %, в Канаде уменьшилось на 12 %.
Потребление отдельных видов продуктов на душу населения в СССР в этот период соответствовало потреблению других европейских стран или опережало его по таким жизненно важным продуктам, как мясо, молоко, овощи.
| Страна                                                                       | Зерно и хлеб | Картофель | Сахар | Овощи | Мясо | Рыба | Молоко     | Жиры |
| ---------------------------------------------------------------------------- | ------------ | --------- | ----- | ----- | ---- | ---- | ---------- | ---- |
| Австрия                                                                      | 108          | 88        | 36    | 69    | 57   | 4    | 8* / 235,3 | 18   |
| Бельгия                                                                      | 91           | 148       | 33    | 68    | 58   | 8    | 7*/ 205,9  | 21   |
| Великобритания                                                               | 81           | 95        | 48    | 63    | 73   | 10   | 7*/ 205,9  | 22   |
| Дания                                                                        | 78           | 127       | 42    | 70    | 65   | 16   | 9*/ 264,5  | 28   |
| Финляндия**                                                                  | 113          | 92        | 40    | 21    | 32   | 11   | 12*/ 352,9 | 19   |
| Франция**                                                                    | 105          | 109       | 31    | 132   | 73   | 6    | 7*/ 205,9  | 18   |
| ФРГ                                                                          | 83           | 131       | 29    | 48    | 57   | 7    | 7*/ 205,9  | 25   |
| Италия                                                                       | 142          | 52        | 21    | 138   | 27   | 5    | 4*/ 117,6  | 17   |
| Нидерланды                                                                   | 83           | 101       | 42    | 61    | 49   | 4    | 9*/ 264,5  | 26   |
| Норвегия                                                                     | 81           | 105       | 39    | 34    | 38   | 19   | 9*/ 264,5  | 24   |
| Испания                                                                      | 116          | 118       | 17    | 124   | 19   | 14   | 3*/ 88,2   | 19   |
| Швейцария                                                                    | 93           | 73        | 41    | 69    | 58   | 3    | 9*/ 264,5  | 20   |
| Швеция                                                                       | 70           | 87        | 41    | 29    | 49   | 18   | 9*/ 264,5  | 22   |
| Югославия                                                                    | 186          | 70        | 15    | 36    | 30   | 1    | 5* / 147   | 13   |
| СССР                                                                         | 139,2        | 104,4     | 30    | 123,6 | 52,8 | 14,4 | 308,4      | 6*** |
| *в пересчёте на протеин, кг ** Данные за 1959/1960 год ***растительное масло |              |           |       |       |      |      |            |      |

## Повышение закупочных цен
17 мая 1962 года Совет Министров СССР принял постановление «О повышении закупочных (сдаточных) цен на крупный рогатый скот, свиней, овец, птицу, масло животное и сливки и розничных цен на мясо, мясные продукты и масло животное», предусматривавшее рост заготовительных цен для колхозов с 1 июня 1962 года:
- на скот и птицу — на 35 %,
- на животное масло — на 10 %, на сливки — на 5 %.

В то же время для совхозов закупочные цены на мясо были на 10 % снижены.
1 июня 1962 года в центральных газетах было опубликовано постановление ЦК КПСС и Совета Министров СССР «О повышении закупочных (сдаточных) цен на крупный рогатый скот, свиней, овец, птиц, масло животное и сливки и розничных цен на мясо, мясные продукты и масло животное», которое предусматривало рост цен на мясо и мясопродукты в среднем на 30 % (на говядину — в среднем на 31 %, баранину — на 34 %, свинину — на 19 %), на колбасные изделия — на 31 %, на сливочное масло — на 25 %.
Н. С. Хрущёв в публичных выступлениях объяснял принятое решение интересами трудящихся: «Надо, чтобы все правильно поняли, что если не осуществить сегодня такой меры, как повышение закупочных цен на мясо, то завтра будет такое положение, когда будет ощущаться нехватка этих продуктов, будут очереди за мясом». Однако с начала 1960-х мясо и так исчезло из свободной продажи, хотя его можно приобрести на колхозном рынке, но дороже. При повышении государственных цен с 1 июня цены на рынке также выросли, что сделало мясо недоступным для значительной части населения. «Если вспомнить, что всего два года назад на прилавках гастрономов лежало и стояло все, что угодно скромной русской душе, и что люди уже успели привыкнуть к тому, что ежегодно 10 марта по всей стране происходило снижение цен (как правило, на 10-20 %), наступившее вдруг без видимых причин ухудшение снабжения не могло не поразить всех и не вызвать самых неприятных эмоций», — вспоминал житель Новочеркасска Б. Степанов.
Повышение цен сопровождалось обычными махинациями работников торговли, утаивавших продукты от переоценки, продававших их «нужным людям» ещё 31 мая. На разъяснительную работу в массах были брошены тысячи партийных агитаторов. Им задавали вопросы, не повысится ли стоимость детских садов и яслей, путёвок в дома отдыха и пионерлагеря из-за роста стоимости питания. Предлагали «лучше повысить цены на водку, табак, автомашины, ковры…», выпустить заём для помощи сельскому хозяйству.
После публикации постановления 1 июня 1962 года на многих предприятиях страны и в крупных городах произошли небольшие стихийные митинги численностью до нескольких десятков человек. В Москве, Ленинграде, Киеве, Днепропетровске, Донецке, Риге появились листовки с призывами свергнуть «антинародную советскую власть». Нигде, кроме бывшей столицы Войска Донского Новочеркасска, в волнения и бунты это не переросло.
Возмущение народа было обусловлено не только тем, что впервые за 15 лет после неуклонного снижения цен они были повышены, да ещё вскоре после XXII съезда КПСС, провозгласившего курс на строительство коммунизма.

## Итоги
После событий в Новочеркасске и выступлений в крупных городах в июле 1962 года была принята статья 70 Уголовного кодекса РСФСР, устанавливавшая уголовную ответственность за антисоветскую агитацию и пропаганду. Инструктивное письмо ЦК КПСС руководящему и оперативному составу органов госбезопасности СССР от июля 1962 года предписывало «принять меры к решительному усилению агентурно-оперативной работы по выявлению и пресечению враждебных действий антисоветских элементов внутри страны», что привело к созданию нового управления в структуре спецслужб, которое должно было вести агентурно-оперативную работу на крупных и особо важных промышленных предприятиях, где появились так называемые «первые отделы».
По поручению руководства страны Центральное статистическое управление СССР провело выборочное обследование 51 тыс. семейных бюджетов рабочих, колхозников и служащих за девять месяцев 1962 года, чтобы выяснить реальное положение населения. Из него явствовало, что на питание семьи различных категорий рабочих, служащих и ИТР тратили 56-58 % своего бюджета, семьи рабочих совхозов — 44 %, а колхозников — 40 %. При этом в целом с ростом доходов разных групп населения на 2-13 % к соответствующему периоду 1961 года 98 % полученных денег люди тратили, то есть жили от зарплаты до зарплаты. Темпы роста расходов на продовольствие в этот период превысили темпы роста расходов на промтовары.
Историки считают, что решение о повышении цен ознаменовало крах экономической политики Хрущёва и предрешило его отставку с поста первого секретаря ЦК КПСС. Обсуждая это событие, многие люди спрашивали — когда снова снизят цены на мясо, поскольку помнили обещание вождя, что повышение цен — временное.